# Psara barbipalpalis
Psara barbipalpalis là một loài bướm đêm trong họ Crambidae.